# Himani Kapoor
Himani Kapoor (हिमानी कपूर) (Faridabad, 24 agosto 1987) è una cantante indiana, finalista del Sa Re Ga Ma Pa Challenge 2005. Conduce ora uno show con Karan Oberoi, su Zee TV, chiamato Antakshari.

## Discografia
- Aap Ki Khatir (2006)

Tu Hi Mera (Remix)     
- Chingaari (2006)

Jab Jab Saiyan     
- Dil Diya Hai (2006)

Chalo Dildar Chalo     
Dil Diya     
Dil Diya (Remix)     
Chalo Dildar Chalo (Remix)
- Good Boy Bad Boy (2007)

Meri Awaargi
Meri Awaargi (Remix)
- Fool N Final (2007)

Tere Layee
Tere Layee (Remix)
- Bahcna Ae Haseeno (2008)

Jogi Mahi